# 布魯內格

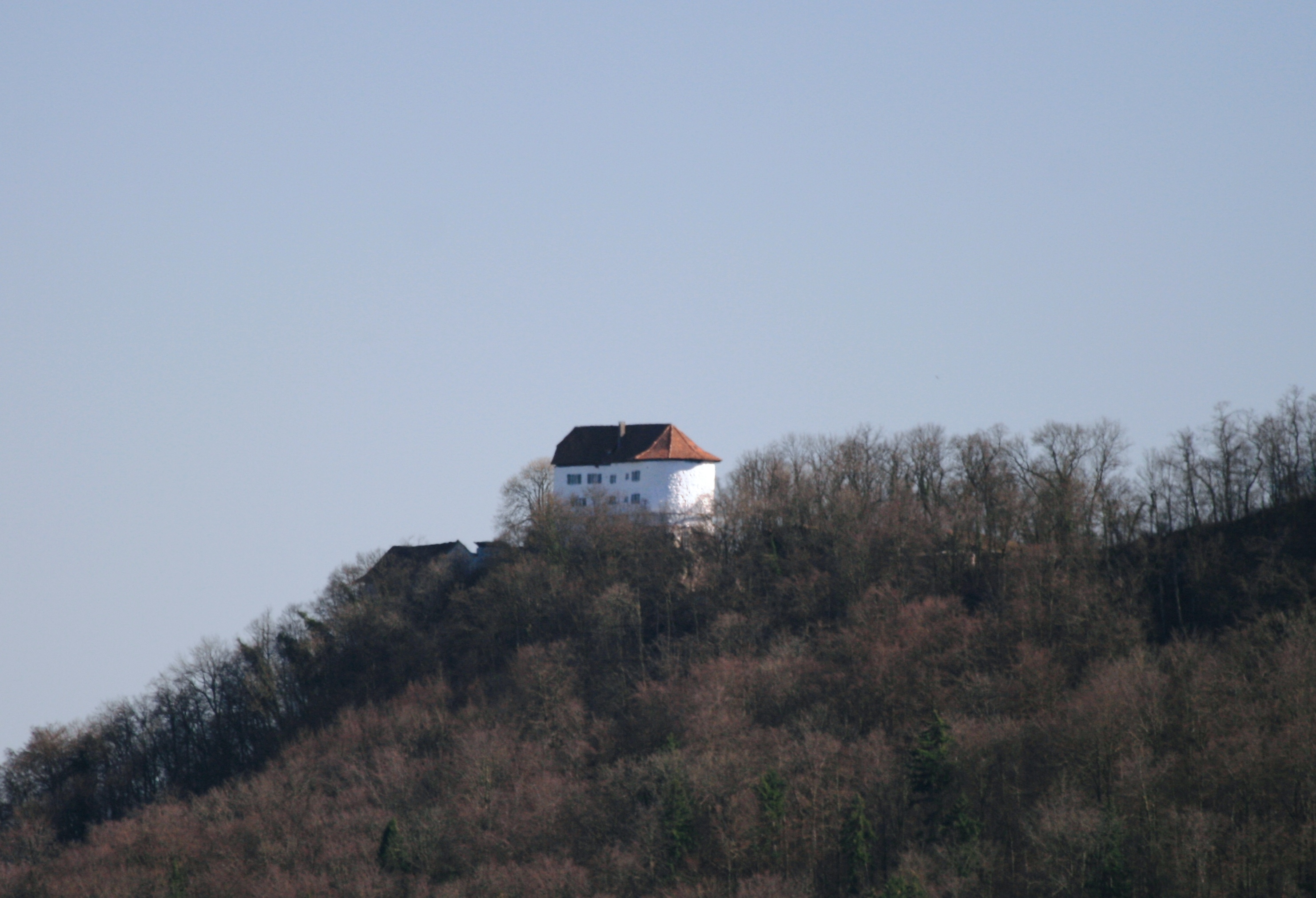

布魯內格是瑞士的城鎮，位於該國北部，由阿爾高州負責管轄，面積1.56平方公里，海拔高度423米，2012年人口671，六成人口信奉基督教，人口密度每平方公里430人。